# Cory Kane
Cory Joseph Kane (chinesisch 建·安, Pinyin Jiàn Ān; * 15. September 1990 in Irvine, Kalifornien) ist ein US-amerikanischer Eishockeyspieler mit chinesischer Staatsbürgerschaft, der zuletzt bis zum Ende der Saison 2023/24 bei Kunlun Red Star aus der Kontinentalen Hockey-Liga (KHL) unter Vertrag gestanden und dort auf der Position des Centers gespielt hat. Zuvor absolvierte Kane unter anderem 120 Partien in der American Hockey League (AHL).

## Karriere
Kane spielte in seiner Jugend zunächst bei den Boston Junior Bruins. Im Sommer 2008 wechselte er in die British Columbia Hockey League (BCHL), in der er mit den Vernon Vipers in den Jahren 2009 und 2010 die Meisterschaftstrophäe in Form des Fred Page Cups gewann. In beiden Spielzeiten wurde auch der Royal Bank Cup der Canadian Junior Hockey League gewonnen und sicherte sich damit das Double. Anschließend nahm er ein Studium an der Ferris State University auf, für deren Universitätsteam er zunächst von 2010 bis 2013 in der Central Collegiate Hockey Association (CCHA) und nach deren Auflösung 2013/14 in der Western Collegiate Hockey Association (WCHA) der National Collegiate Athletic Association (NCAA) antrat. Im Jahr 2012 gewann er mit dem Team die Hauptrunde der Central Collegiate Hockey Association.
Nach Abschluss seines Studiums erhielt Cory Kane seinen ersten Profivertrag bei den Providence Bruins aus der American Hockey League (AHL), wurde aber auch bei den South Carolina Stingrays in der ECHL eingesetzt. Zur Spielzeit 2015/16 schloss er sich dem Ligarivalen Texas Stars an, wechselte aber nach bereits einem Jahr zum HC Oceláři Třinec in die tschechische Extraliga. Im Sommer 2017 wechselte er zu Kunlun Red Star in die Kontinentale Hockey-Liga (KHL), wo er insgesamt sieben Spielzeiten bis zum Ende der Saison 2023/24 aktiv war.

### International
Im Februar 2022 lief Kane unter dem Namen Jian An für die chinesische Nationalmannschaft bei den Olympischen Winterspielen in Peking auf. Ebenso spielte er bei der Weltmeisterschaft der Division IIA 2022, bei der die chinesische Mannschaft souverän den Aufstieg in die Division IB schaffte. Dort spielte er dann bei der Weltmeisterschaft 2023 und erreichte mit 64,7 % die beste Bullybilanz des Turniers.

## Erfolge und Auszeichnungen
- 2009 Fred-Page-Cup-Gewinn mit den Vernon Vipers
- 2009 Royal-Bank-Cup-Gewinn mit den Vernon Vipers
- 2010 Fred-Page-Cup-Gewinn mit den Vernon Vipers
- 2010 Royal-Bank-Cup-Gewinn mit den Vernon Vipers

### International
- 2022 Aufstieg in die Division IB bei der Weltmeisterschaft der Division IIA

## Karrierestatistik
Stand: Ende der Saison 2023/24

### International
Vertrat die Volksrepublik China bei:
- Olympischen Winterspielen 2022
- Weltmeisterschaft der Division IIA 2022
- Weltmeisterschaft der Division IB 2023

(Legende zur Spielerstatistik: Sp oder GP = absolvierte Spiele; T oder G = erzielte Tore; V oder A = erzielte Assists; Pkt oder Pts = erzielte Scorerpunkte; SM oder PIM = erhaltene Strafminuten; +/− = Plus/Minus-Bilanz; PP = erzielte Überzahltore; SH = erzielte Unterzahltore; GW = erzielte Siegtore; 1 Play-downs/Relegation; Kursiv: Statistik nicht vollständig)